# Menceyat de Daute

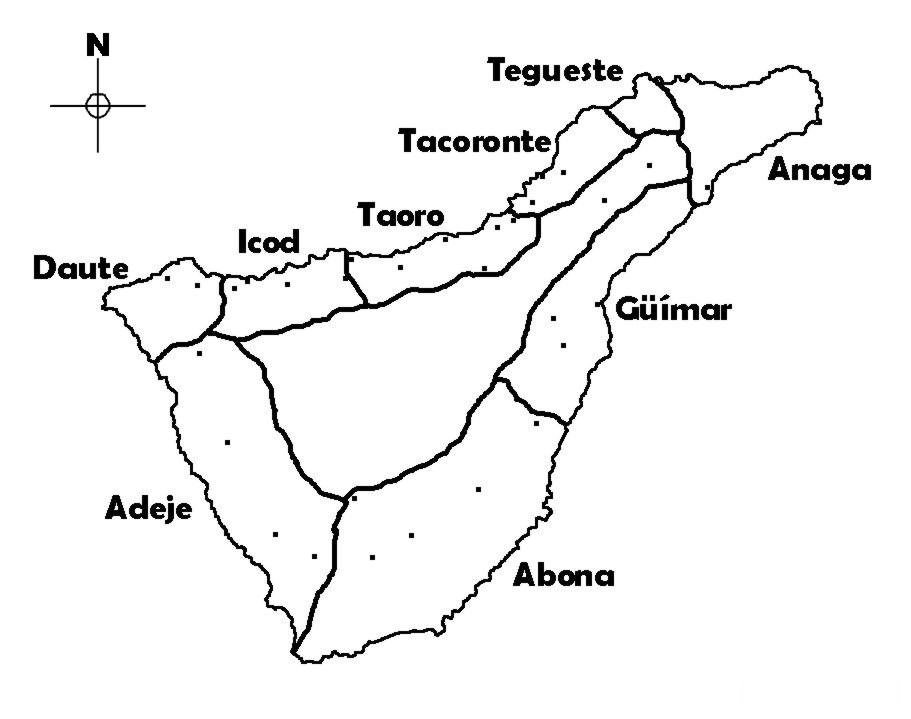
Menceyats de Tenerife

Daute era un dels nou menceyats en què fou dividida l'illa canària de Tenerife després de la mort del mencey Tinerfe, a l'època anterior a la conquesta de les illes per part de la Corona de Castella. Ocupava l'extensió dels actuals municipis d'El Tanque, Los Silos, Buenavista del Norte i Santiago del Teide. Els seus menceys foren Cocanaymo i Romen.